# Irish League 1951-1952
L'Irish League 1951-1952 è stata la 51ª edizione della prima divisione del campionato nordirlandese di calcio.
Il campionato era formato da dodici squadre e il Glenavon vinse il titolo. Non vi furono retrocessioni.

## Classifica finale
| Pos. | Squadra          | G  | V  | N | P  | GF | GS | Punti |
| ---- | ---------------- | -- | -- | - | -- | -- | -- | ----- |
| 1    | Glenavon         | 22 | 17 | 3 | 2  | 67 | 19 | 37    |
| 2    | Distillery       | 22 | 9  | 9 | 4  | 35 | 28 | 27    |
| 3    | Coleraine        | 22 | 11 | 5 | 6  | 44 | 33 | 27    |
| 4    | Glentoran        | 22 | 12 | 3 | 7  | 57 | 39 | 27    |
| 5    | Ballymena United | 22 | 7  | 8 | 7  | 41 | 44 | 22    |
| 6    | Portadown        | 22 | 8  | 5 | 9  | 43 | 39 | 21    |
| 7    | Ards             | 22 | 8  | 4 | 10 | 43 | 49 | 20    |
| 8    | Derry City       | 22 | 7  | 5 | 10 | 33 | 44 | 19    |
| 9    | Crusaders        | 22 | 7  | 4 | 11 | 32 | 51 | 18    |
| 10   | Linfield         | 22 | 5  | 7 | 10 | 29 | 34 | 17    |
| 11   | Bangor           | 22 | 6  | 5 | 11 | 27 | 51 | 17    |
| 12   | Cliftonville     | 22 | 4  | 4 | 14 | 27 | 47 | 12    |

G = Partite giocate; V = Vittorie; N = Nulle/Pareggi; P = Perse; GF = Goal fatti; GS = Goal subiti; 